# Nicole Faverón
Nicole Faverón (sinh ngày 24 tháng 2 năm 1988) là nữ diễn viên, người mẫu và là một hoa hậu người Peru. Cô đã đại diện cho đất nước của cô tại cuộc thi Hoa hậu Hoàn vũ 2012.
Năm 2008, Faverón đã giành giải Siêu mẫu của cuộc thi Siêu mẫu Peru và đại diện cho đất nước của cô tại cuộc thi Siêu mẫu Thế giới năm 2009, tại cuộc thi đấy, cô được ký hợp đồng để làm người mẫu cho công ty đào tạo người mẫu Ford Model.  Năm 2010, cô đã kí được hợp đồng trở thành đại diện hình ảnh của thương hiệu Maybelline.
Faverón,  tham gia tranh tài với tư cách là đại diện vùng Loreto và là một trong 12 thí sinh tham gia cuộc thi sắc đẹp quốc gia Hoa hậu Peru 2011, được tổ chức vào ngày 25 tháng 6 năm 2011 tại Callao. Cô nhận được giải thưởng Hoa hậu thanh lịch.  Chung cuộc cô nhận được danh hiệu Á hậu 1.
Do tái cấu trúc lại cuộc thi Hoa hậu Peru, Nicole sẽ được chỉ định là hoa hậu đại diện cho Peru tham gia cuộc thi Hoa hậu Hoàn vũ 2012, được tổ chức vào tháng 12 tại thành phố Las Vegas, Hoa Kỳ.  Là đại diện chính thức của Peru tham dự cuộc thi Hoa hậu Hoàn vũ 2012, Faverón được xếp vào Top 16 chung cuộc.
Cô cũng tham gia chương trình truyền hình thực tế, Esto Es Guerra.